# Amphithemis
Amphithemis es un género de familia Libellulidae. Incluye tres especies:
- Amphithemis curvistyla Selys, 1891
- Amphithemis kerry Fraser, 1933
- Amphithemis vacillans Selys, 1891